# Matteo Scalco
Matteo Scalco (* 25. Juni 2004 in Thiene) ist ein italienischer Radrennfahrer.

## Sportlicher Werdegang
In der Saison 2022, seiner zweiten als Junior, machte Scalco auf nationaler Ebene durch eine Reihe von Siegen und weiteren Podiumsplatzierungen auf sich aufmerksam, international gewann er die Trofeo Buffoni. Im selben Jahr wurde er für die italienische Nationalmannschaft nominiert und belegte den fünfzehnten Platz bei den Europameisterschaften und den vierzehnten Platz bei den Weltmeisterschaften im Straßenrennen, noch immer bei den Junioren.
Aufgrund seiner Ergebnisse erhielt er mit dem Wechsel in die U23 zur Saison 2023 einen Vertrag beim italienischen UCI ProTeam Green Project-Bardiani CSF-Faizanè. Den ersten Sieg erzielte er mit dem Gewinn der Coppa della Pace 2023.

## Ehrungen
Aufgrund seiner Leistungen in der Saison 2022 erhielt Scalco als bester Junior den Oscar TuttoBici des italienischen Radsportmagazins Tutto Bici.

## Erfolge
2022
- Trofeo Buffoni

2023
- Coppa della Pace